# Raymond Steegmans
Raymond Steegmans (Hasselt, 15 maggio 1945) è un ex ciclista su strada belga.
Professionista dal 1966 al 1975, raccolse i migliori risultati alla Vuelta a España 1969 dove si aggiudicò due tappe, le affermazioni nelle speciali classifiche a punti e della combinata ed indossò per tre giorni la Maglia amarillo simbolo del primato in classifica generale.

## Palmarès
- 1966 (dilettanti, una vittoria)

3ª tappa Tour du Limburg (Heers > Hesselt)
- 1969 (Goldor, due vittorie)

5ª tappa Vuelta a España (Madrid > Alcázar de San Juan)
14ª tappa, 1ª semitappa Vuelta a España (Barbastro > Saragosse)
- 1970 (Hertkamp, due vittorie)

Polders-Campine
Gran Premio Lambrechts
- 1972 (Van Cauter, due vittorie)

Groote Mei Prijs Hoboken
4ª tappa, 2ª semitappa Tour de la Nouvelle-France (Sainte-Foy > Trois-Rivières)

### Altri successi
- 1966 (dilettanti, tre vittorie)

Criterium di Kemzeke
Criterium di Tongeren
Kermesse di Arendonk
- 1967 (Bic, quattro vittorie)

Kermesse di Kwaadmechelen
Kermesse di Beringen-Koersel
Criterium di Herne-Kokejane
Criterium di Zolder
- 1968 (Goldor, una vittoria)

Kermesse di Beringen
- 1969 (Goldo, tre vittorie)

Classifica a punti Vuelta a España
Classifica della combinata Vuelta a España
Kermesse di Machelen
- 1970 (Hertkamp, due vittorie)

Criterium di Polder-Kempen
Kapellen-Glabbeek
- 1971 (Hertkamp, una vittoria)

Criterium di Lommel
- 1973 (Ijsboerke, una vittoria)

Kermesse di Beringen

## Piazzamenti

### Grandi Giri
- Vuelta a España

1969: 44º
1970: ritirato

### Classiche monumento
- Milano-Sanremo

1967: 35º
- Giro delle Fiandre

1967: 54º
1969: 23º
1971: 77º
- Parigi-Roubaix

1968: 38º